# Платигастриды

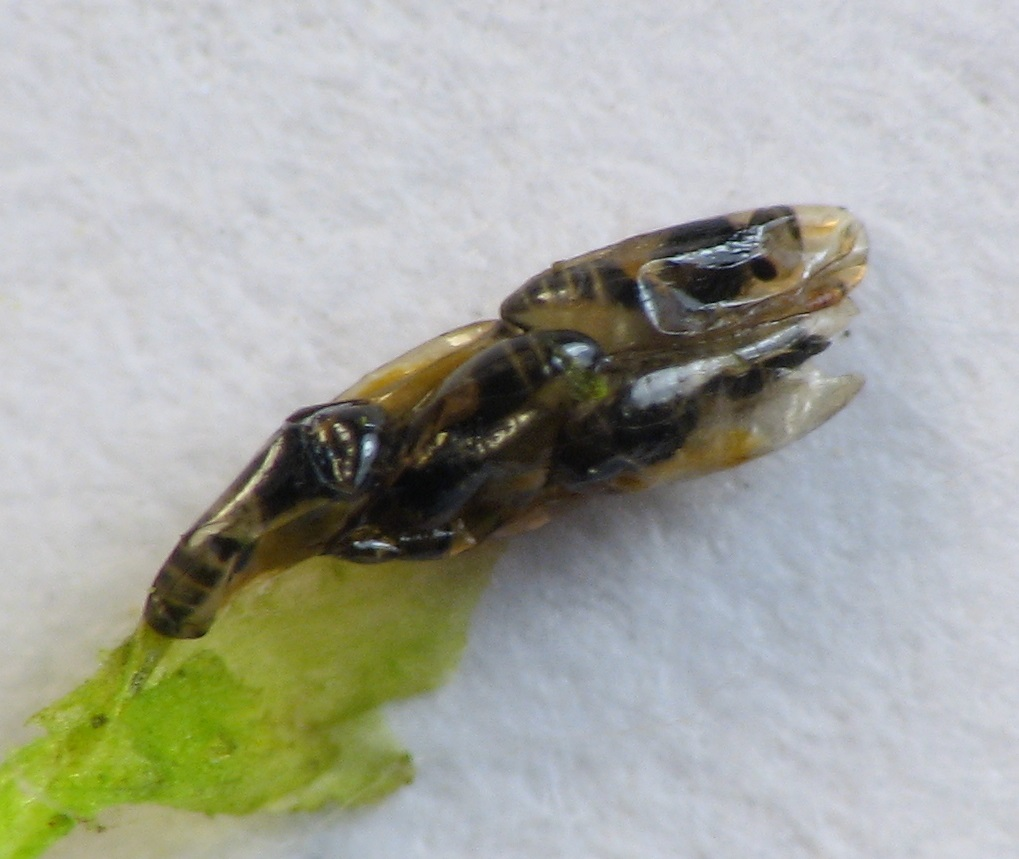
Куколка Platygaster внутри галла

Платигастриды (лат. Platygastridae) — семейство наездников подотряда стебельчатобрюхие из отряда перепончатокрылые насекомые.

## Описание
Мелкие наездники (обычно до 1 мм). Паразитируют на яйцах и личинках мух галлиц Cecidomyidae, реже других насекомых (цикадовых, долгоносиков, клопов, ос-сфецид, жуков-листоедов и других). Усики обычно 10-члениковые (реже 7—9). Крылья с редуцированным жилкованием, как правило, имеется только субкостальная жилка, базальная жилка у многих отсутствует, у Sceliotrachelini нет субкостальной жилки, и жилки полностью редуцированы у Platygastrinae. Встречаются бескрылые формы.

## Распространение
Всесветное. Мировая фауна включает 68 родов и около 2000 видов, в Палеарктике — 31 род и около 600 видов. Фауна России включает 17 родов и 50 видов наездников этого семейства.

## Классификация
Около 2000 видов. Включает 2 подсемейства (Platygastrinae, Sceliotrachelinae). Но иногда их объединяют с близким семейством Scelionidae (Baeinae, Scelioninae, Teleasinae, Telenominae) и тогда их общий состав выглядит следующим образом:
Подсемейство Platygastrinae Haliday, 1833
- Acerotella Masner, 1964
- Aceroteta Kozlov et Masner, 1977
- Allostemma Masner et Huggert, 1989
- Almargella Masner et Huggert, 1989
- Amblyaspis Förster, 1856 (Amblyaspis yasiriana[5], A. longicornis)[6]
- Anectadius Kieffer, 1905
- Anirama Kozlov, 1970
- Annettella Masner et Huggert, 1989
- Anopedias Förster, 1856
- Ceratacis Thomson, 1859
- Criomica Kozlov, 1975
- Diplatygaster Kieffer, 1926
- Eritrissomerus Ashmead, 1893
- Euxestonotus Fouts, 1925 (Euxestonotus thorkildmunki)[5]
- Gastrotrypes Brues, 1922 (Gastrotrypes malaysianus)
- Holocoeliella Huggert, 1976
- Inostemma Haliday, 1833 (Inostemma boscii)
- Iphitrachelus Haliday, 1836
- Isocybus Förster, 1856
- Isostasius Förster, 1856
- Leptacis Förster, 1856[5][6]
- Magellanium Masner et Huggert, 1989
- Metaclisis Förster, 1856
- Metanopedias Brues, 1910
- Moninostemma Kieffer, 1914
- Orseta Masner et Huggert, 1989
- Piestopleura Förster, 1856
- Platygaster Latreille, 1809
- Platygasterites Statz, 1938
- Proleptacis Kieffer, 1926
- Proplatygaster Kieffer, 1904
- Prosactogaster Kieffer, 1914
- Prosinostemma Kieffer, 1914
- Prosynopeas Kieffer, 1916
- Pyrgaspis Kozlov, 1967
- Rao Masner et Huggert, 1989
- Sacespalus Kieffer, 1917
- Stosta Kozlov, 1975
- Synopeas Förster, 1856[7]
- Trichacis Förster, 1856
- Trichacoides Dodd, 1914
- Tricholeptacis Kieffer, 1914
- Zelostemma Masner et Huggert, 1989

Подсемейство Sceliotrachelinae Brues, 1908
- Afrisolia Masner et Huggert, 1989
- Aleyroctonus Masner et Huggert, 1989
- Alfredella Masner et Huggert, 1989
- Allotropa Förster, 1856
- Amitus Haldeman, 1850
- Aphanomerella Dodd, 1913
- Aphanomerus Perkins, 1905
- Austromerus Masner et Huggert, 1989
- Calomerella Masner et Huggert, 1989
- Errolium Masner et Huggert, 1989
- Fidiobia Ashmead, 1894
- Helava Masner et Huggert, 1989 (H. acutiventris Masner & Talamas, 2016, H. allomera, H. aureipes, H. carinata, H. microptera, H. pygmea, H. reducta, H. simplex, H. samanthae, H. alticola Masner & Huggert, 1989)[9]
- Isolia Förster, 1878
- Nanomerus Masner et Huggert, 1989
- Neobia Masner et Huggert, 1989
- Oligomerella Masner et Huggert, 1989
- Parabaeus Kieffer, 1910
- Platygastoides Dodd, 1913
- Platystasius Nixon, 1937
- Plutomerus Masner et Huggert, 1989
- Pseudaphanomerus Szelényi, 1941
- Pulchrisolia Szabó, 1959
- Sceliotrachelus Brues, 1908
- Tetrabaeus Kieffer, 1912
- Zelamerus Masner et Huggert, 1989
- Zelandonota Masner et Huggert, 1989